# سيلفيا سميت
سيلفيا سميت (بالهولندية: Sylvia Smit)‏ (4 يوليو 1986 في هولندا - ) هي لاعبة كرة قدم هولندية في مركز الهجوم. شاركت مع منتخب هولندا لكرة القدم للسيدات. أما مع النوادي، فقد لعبت مع بي إي سي زفوله وتفينتي أنشخيدة ونادي هيرنفين وFC Twente (women) ‏ وPEC Zwolle (women) ‏ وSC Heerenveen (women) ‏.

## وصلات خارجية
- سيلفيا سميت على موقع الاتحاد الأوربي (الإنجليزية)
- سيلفيا سميت على موقع قاعدة بيانات كرة القدم.إي يو (الإنجليزية)
- سيلفيا سميت على موقع Soccerway.com (الإنجليزية)